# Kazujo Sedžimaová
Kazujo Sedžimaová (* 29. říjen 1956) je japonská architektka, laureátka nejprestižnějšího ocenění v oboru, Pritzkerovy ceny, z roku 2010. Cenu získala spolu se svým spolupracovníkem Rjúe Nišizawou.
Po absolvování Japonské ženské univerzity (Nihon džoši daigaku) pracovala v ateliéru Tojoo Itóa. Roku 1987 se osamostatnila a roku 1995 založila firmu společně s architektem Rjúe Nišizawou pod názvem SANAA (Sejima and Nishizawa and Associates). Od té doby pracují spolu. K jejich nejoceňovanějším stavbám patří New Museum v New Yorku, O-Museum v Naganu či Muzeum současného umění ve městě Kanazawa. Jejich stavby často pracují s jednoduchými krychlovými tvary.
Roku 2010 jako první žena v historii řídila architektonickou část Benátského bienále.

## Galerie

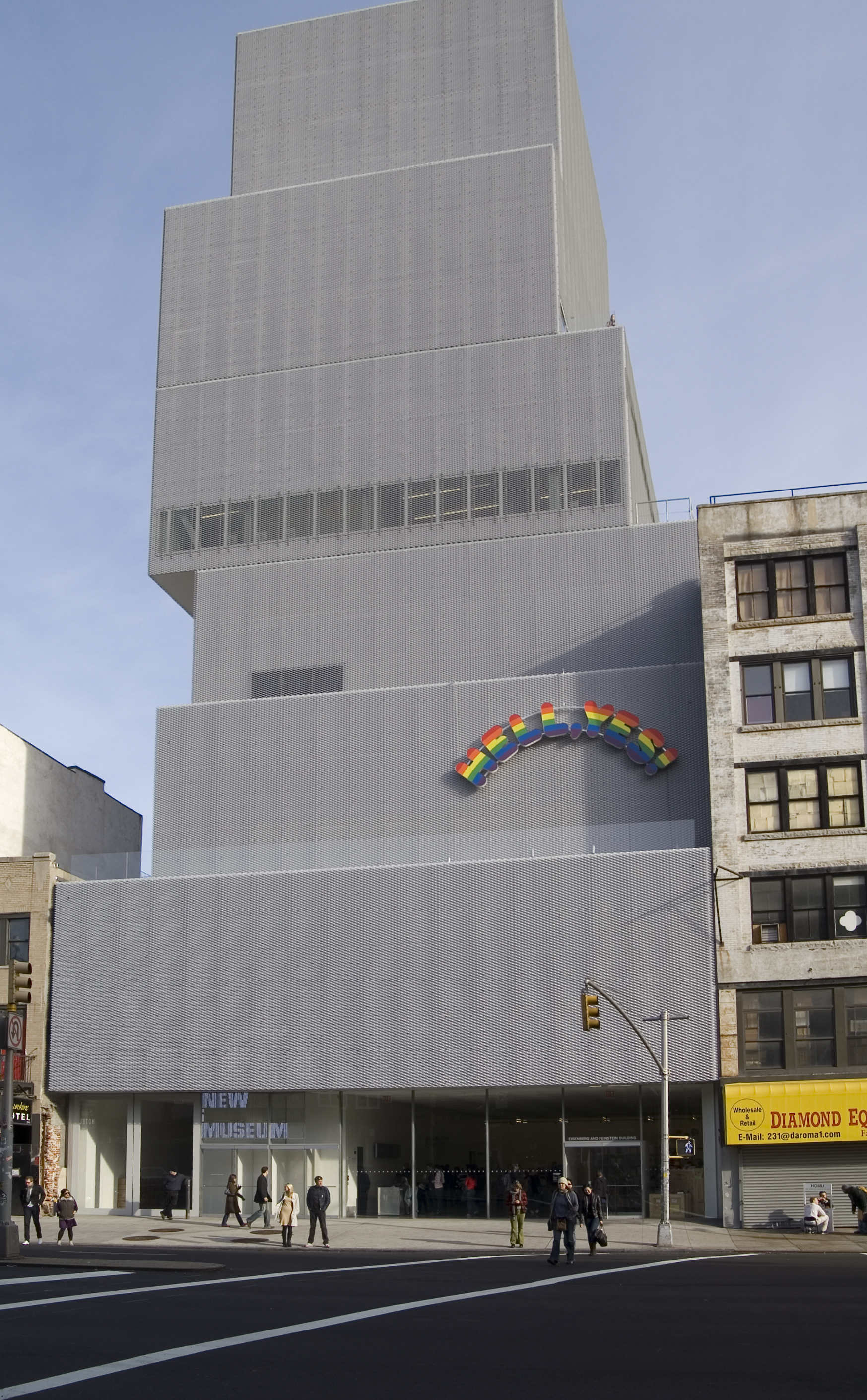
New Museum v New Yorku
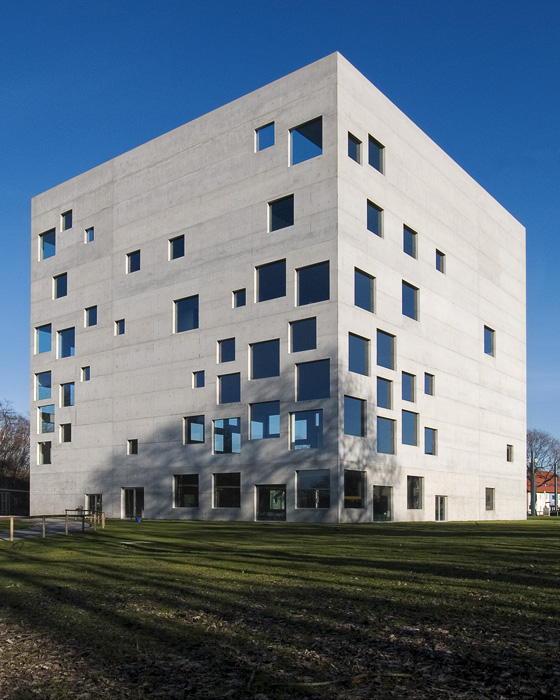
Škola managementu a designu v Zollvereinu
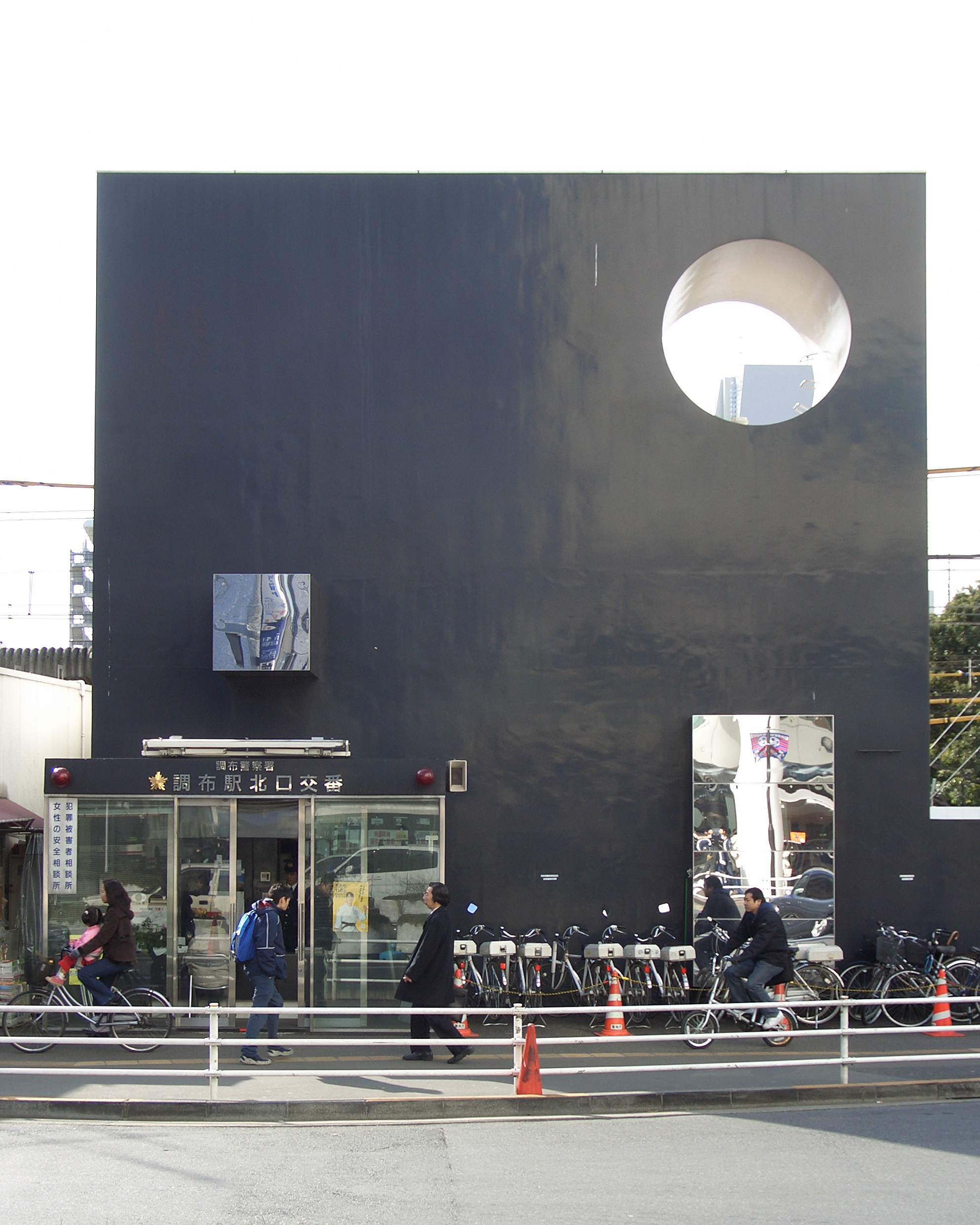
Policejní stanice na nádraží Chōfu v Tokiu
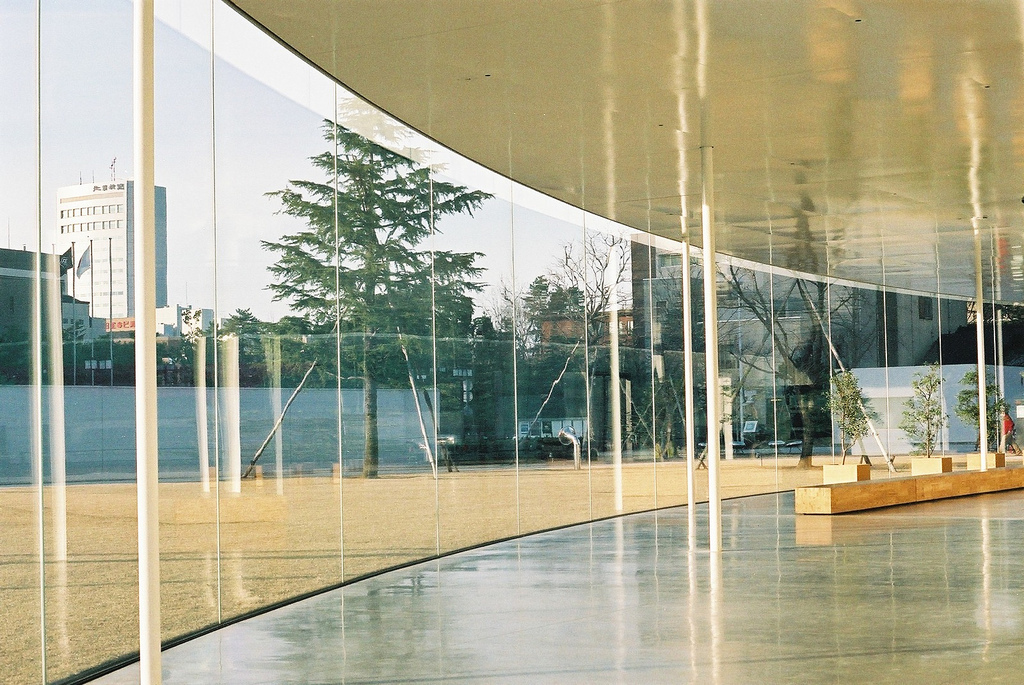
Muzeum současného umění v Kanazawě